# Стефаняк, Лех
Лех Стефаняк (пол. Lech Stefaniak) (родился 24 сентября 1954 года, Мокрско, ПНР) — польский генерал и дипломат. Посол Польши в Ираке. Дивизионный генерал.

## Биография
В 1973—1977 годах подхорунжий Высшей офицерской школы танковых войск имени Стефана Чарнецкого в Познани. 28 августа 1977 года генералом брони Эугениушем Мольчиком ему присвоено звание подпоручика. В октябре 1977 года направлен для прохождения службы в должности командира танкового взвода в 68 полк средних танков в Будово (Слупское воеводство). В 1978 году стал командиром танковой роты в том-же полку. В 1982—1985 годах был слушателем Военной академии бронетанковых войск имени Маршала Советского Союза Р. Я. Малиновского в Москве. После окончания учёбы назначен заместителем командира полка по строевой службе, а затем начальником штаба в 28 полк средних танков в Чарном.
В 1987 году стал командиром 60 полка средних танков в Эльблонге, а два года спустя командиром 1 танкового полка. В 1990 году стал командиром 100 механизированного полка в Эльблонге. В сентябре 1991 года стал начальником штаба 16 Поморской механизированной дивизии в Эльблонге. В 1994—1996 годах слушатель Военной академии Генерального штаба Вооружённых сил Российской Федерации в Москве. После окончания учёбы назначен командиром 15 механизированной дивизии в Ольштыне. В апреле 2001 года стал командиром 16 Поморской механизированной дивизии в Эльблонге.
15 августа 2001 года президент Польши Александр Квасьневский присвоил ему звание бригадного генерала. Затем был назначен заместителем главы Управления стратегического планирования (P5) при Генеральном штабе Войска Польского в Варшаве. 15 августа 2004 года присвоено звание дивизионного генерала. Затем стал главой Управления стратегического планирования (P5) при Генеральном штабе Войска Польского. Позднее советник в Министерстве Национальной Обороны. В 2007 году вышел в отставку.
15 февраля 2012 года комиссия Сейма по иностранным делам поддержала его кандидатуру на пост посла Польши в Ираке. Верительные грамоты вручил 10 октября 2012 года. В феврале 2013 года возле автомобиля посла, на расстоянии примерно 30 километров южнее Киркука, взорвалась мина. Был повреждён автомобиль. Посол не пострадал. 28 февраля 2014 года отстранён от должности.

## Награды
- Командор ордена Великого князя Литовского Гядиминаса (14 июля 2000 года, Литва)[7].